# 알레산드라 페릴리
알레산드라 페릴리(이탈리아어: Alessandra Perilli, 1988년 4월 1일~)는 산마리노의 사격 선수로 주 종목은 트랩이다. 2020년 하계 올림픽에서 개인 트랩 종목 동메달을 획득하여 산마리노 최초의 올림픽 메달리스트가 되었다.

## 개인사
언니인 아리안나 페릴리도 사격 선수로 활동하고 있다.